# MIDAL

MIDAL на мапі Німеччини

MIDAL (Mitte-Deutschland-Anbindungsleitung, Центральногерманський газопровід) — трубопровід, що з'єднує район Емдена на узбережжі Північного моря та долину середнього Рейну, при цьому на своєму шляху він дещо вигинається на схід та проходить через східну та південну частини федеральної землі Гессен.
Наприкінці 20 століття у Німеччині почали розвивати інфраструктуру для доставки додаткових обсягів норвезького газу, які очікувались внаслідок активного розвитку офшорного видобутку у цій країні. Традиційно пунктом підключення підводних трубопроводів до газотранспортної мережі Німеччини є район Емдена на крайньому північному заході Нижньої Саксонії. На початку 1990-х звідси розпочали спорудження двох нових маршрутів подальшого транспортування газу: газогону NETRA, який вів у нещодавно приєднані східнонімецькі землі, та MIDAL (введений в експлуатацію у 1993 році). Їх вихідним пунктом став Rysum північніше Емдена. Втім, MIDAL був підключений також до газотранспортної мережі Нідерландів через прикордонний пункт Bunde (на цей раз південніше Емдена). Розташована у останньому компресорна станція може передавати газ в обсягах 12 млн.м3 на добу.
Північна частина MIDAL до ПСГ Rehden була виконана із труб діаметром 900 мм, тоді як для центральної ділянки до Reckrod обрали 1000 мм. Після цього на відтинку від Reckrod до Ludwigshafen (південніше Франкфурта-на-Майні біля Мангайму) діаметр зменшується вже до 800 мм. Оскільки саме у Reckrod до MIDAL-у приєднується газопровід STEGAL, яким транспортується російський газ, доставлений через «Ямал-Європа» та «Братство», через певний час виявилось необхідним підсилити південну ділянку. У 2012 році «Ямал-Європа» вийшов на повну потужність після добудови всіх передбачених компресорних станцій, а через рік приступили до спорудження 90-кілометрового лупінгу Reckrod — Wirtheim (MIDAL South Loop), що дозволило довести потужність до 9,5 млрд.м3 на рік.
Після завершення власне MIDAL від Ludwigshafen до пункту Jockgrim на французькому кордоні тягнеться трубопровід MIDAL-ERM. Він був введений в експлуатацію ще у 1964 році, має діаметр 400 мм та довжину 57 км. Довжина ж всієї системи складає 679 км.
На початку 2010-х система MIDAL отримала зв'язок із ще двома газопроводами Німеччини:
- після введення у дію «Північного потоку» одне з його продовжень — газопровід NEL — почав доставляти газ до району ПСГ Rehden, забезпечивши таким чином з'єднання із MIDAL;
- у 2012 році вирішили підсилити гнучкість поставок шляхом створення в районі Ludwigshafen інтерконектора з компресорною станцією Gernsheim на трубопроводі MEGAL, який перетинає Німеччину у широтному напрямку від чеського до французького кордону.[4]

Від MIDAL також є кілька відгалужень:
- газопровід Rehden — Hamburg (RHG) довжиною 132 км та діаметром 800 мм, який тягнеться у північно-східному напрямку та доставляє ресурс в район одного з найбільших міст Німеччини Гамбурга;[5]
- газопровід WEDAL, який відокремлюється в районі Bad Salzuflen та тягнеться на південний-захід до бельгійського кордону.